# Тацуно (посёлок)
Тацуно (яп. 辰野町 Тацуно-мати) — посёлок в Японии, находящийся в уезде Камиина префектуры Нагано. Площадь посёлка составляет 169,02 км², население — 19 719 человек (1 августа 2014), плотность населения — 116,67 чел./км².

## Географическое положение
Посёлок расположен на острове Хонсю в префектуре Нагано региона Тюбу. С ним граничат города Окая, Сува, Сиодзири, посёлок Минова и село Минамиминова.

## Население
Население посёлка составляет 19 719 человек (1 августа 2014), а плотность — 116,67 чел./км². Изменение численности населения с 1980 по 2005 годы:
| 1980 | 23 894 чел. |  |
| 1985 | 23 935 чел. |  |
| 1990 | 23 901 чел. |  |
| 1995 | 23 193 чел. |  |
| 2000 | 22 407 чел. |  |
| 2005 | 21 801 чел. |  |

## Символика
Деревом посёлка считается сидарэкури, цветком — адонис амурский.